# Georges Aminel
Georges Aminel (11 de octubre de 1922-29 de abril de 2007) fue un actor teatral, cinematográfico, televisivo y de voz de nacionalidad francesa.

## Biografía
Su verdadero nombre era Jacques Georges Maline, y nació en Clichy, Francia. De padre martinico y madre picarda, Georges Aminel debutó en el teatro en 1942. Destacó su colaboración con Gaston Baty y Jean Cocteau, actuando en El águila de dos cabezas en 1946, acompañando a Jean Marais y Edwige Feuillère. En 1967 fue el primer actor negro  en incorporarse a la Comédie-Française. Renunció en el momento de ser nombrado miembro en 1972, insatisfecho por los papeles que se le encomendaban, consagrándose a partir de entonces, y de manera casi exclusiva, al doblaje, que practicó desde mediados de los años 1950. 
Como actor de voz, dobló a actores de la talla de Yul Brynner, Lee Marvin, Orson Welles o Vittorio Gassman. Se hizo famoso por dar la voz francesa de Darth Vader en tres episodios de la saga Star Wars : Star Wars: Episode V - The Empire Strikes Back (1980), Star Wars: Episode VI - Return of the Jedi (1983) y Star Wars: Episode III - Revenge of the Sith (2005), film por el cual salió de un retiro de diecisiete años.
También fue conocido por dar voz al el gato Silvestre en la serie Looney Tunes y al Joker en la serie televisiva Batman (1966-1968).
Además, fue el inolvidable Jess Blink, genial músico de la pieza "Bertrand de Ventadour" en Le Temps des copains, de Robert Guez y Jean Canolle, producción televisiva de 1960. 
Georges Aminel falleció en París, Francia, en 2007. Sus restos fueron incinerados y depositados en el columbario del Cementerio del Père-Lachaise, en París.

## Teatro
- 1942 : Faux Jour, de Herman Closson, escenografía de Paulette Pax, Teatro de l'Œuvre
- 1943 : Le Grand Poucet, de Claude-André Puget, escenografía de Gaston Baty, Teatro Montparnasse
- 1945 : Lorenzaccio, de Alfred de Musset, escenografía de Gaston Baty, Teatro Montparnasse
- 1946 : El águila de dos cabezas, de Jean Cocteau, escenografía del autor, Teatro Hébertot
- 1947 : Montserrat, de Emmanuel Roblès, escenografía de Georges Vandéric, Teatro Montparnasse
- 1952 : Robinson, de Jules Supervielle, escenografía de Jean Le Poulain, Teatro de l'Œuvre
- 1954 : Un nommé Judas, de Pierre Bost y Claude-André Puget, escenografía de Jean Mercure, Comédie-Caumartin
- 1954 : Negro Spiritual, de Yves Jamiaque, escenografía de Marcel Lupovici, Teatro de los Noctambules
- 1957 : Les Coréens, de Michel Vinaver, escenografía de Jean-Marie Serreau, Teatro de la Alliance française
- 1958 : Le Soulier de satin, de Paul Claudel, escenografía de Jean-Louis Barrault, Teatro del Palais-Royal
- 1960 : Si la foule nous voit ensemble..., de Claude Bal, escenografía de Jean Mercure, Théâtre de Paris
- 1960 : Un raisin au soleil, de Lorraine Hansberry, escenografía de Guy Lauzin, Comédie-Caumartin
- 1963 : Judith, de Friedrich Hebbel, escenografía de Pierre Debauche, Teatro Daniel-Sorano de Vincennes
- 1964 : Judith, de Friedrich Hebbel, escenografía de Pierre Debauche, Teatro de los Campos Elíseos
- 1964 : Lorenzaccio, de Alfred de Musset, escenografía de Raymond Rouleau, Théâtre de la Ville
- 1965 : Los enredos de Scapin, de Molière, escenografía de Michel Bertay, Teatro del Ambigu-Comique
- 1965 : Le Repos du septième jour, de Paul Claudel, escenografía de Pierre Franck, Teatro de l'Œuvre
- 1966 : Un enemigo del pueblo, de Henrik Ibsen, escenografía de Pierre Valde, Teatro de Colombes
- 1966 : Enrique VI, de William Shakespeare, escenografía de Jean-Louis Barrault, Teatro del Odéon
- 1967 : L'Émigré de Brisbane, de Georges Schehadé, escenografía de Jacques Mauclair, Comédie-Française
- 1968 : Atalía, de Jean Racine, escenografía de Maurice Escande, Comédie-Française
- 1968 : El Cid, de Pierre Corneille, escenografía de Paul-Émile Deiber, Comédie-Française
- 1970 : Malatesta, de Henry de Montherlant, escenografía de Pierre Dux, Comédie-Française
- 1970 : El Sueño, de August Strindberg, escenografía de Raymond Rouleau, Comédie-Française
- 1971 : L'Impromptu de Versailles, de Molière, escenografía de Pierre Dux, Comédie-Française
- 1971 : Amorphe d'Ottenburg, de Jean-Claude Grumberg, escenografía de Jean-Paul Roussillon, Comédie-Française en el Teatro del Odéon
- 1972 : Le Comte Oderland, de Max Frisch, escenografía de Jean-Pierre Miquel, Comédie-Française en el Teatro del Odéon
- 1972 : Ricardo III, de William Shakespeare, escenografía de Terry Hands, Comédie-Française en el Festival de Aviñón
- 1972 : Edipo rey y Edipo en Colono, de Sófocles, escenografía de Jean-Paul Roussillon, Comédie-Française en el Festival de Aviñón
- 1985 : Otelo, de William Shakespeare, escenografía de Jean-Paul Lucet, Teatro des Célestins

## Filmografía

### Cine
| - 1945 : La Cage aux rossignols, de Jean Dréville - 1946 : Le Cabaret du grand large, de René Jayet - 1954 : Le Tournant dangereux, de Robert Bibal - 1955 : Chiens perdus sans collier, de Jean Delannoy - 1956 : La Loi des rues, de Ralph Habib - 1956 : À la Jamaïque, de André Berthomieu - 1956 : Porte des Lilas, de René Clair - 1957 : Les Amants de demain, de Marcel Blistène - 1957 : Cargaison blanche, de Georges Lacombe - 1957 : Les Sorcières de Salem, de Raymond Rouleau | - 1961 : Le Sahara brûle, de Michel Gast - 1963 : Âme qui vive, de Jean Dasque - 1966 : Le Soleil des voyous, de Jean Delannoy - 1970 : Popsy Pop, de Jean Vautrin - 1970 : Docteur Caraïbes, de Jean-Pierre Decourt - 1972 : Les Portes de feu, de Claude Bernard-Aubert - 1972 : Les Tueurs fous, de Boris Szulzinger - 1975 : La Grande Récré, de Claude Pierson - 1977 : La Vie parisienne, de Christian-Jaque - 1990 : Jean Galmot, aventurier, de Alain Maline |

### Televisión
- 1961 : Le Temps des copains, de Jean Canolle, dirección de Robert Guez
- 1966 : Comment ne pas épouser un milliardaire, de Lazare Iglesis
- 1970 : Reportage sur un squelette, de Michel Mitrani
- 1973 : Docteur Caraïbes,  de Jean-Pierre Decourt
- 1973 : Au théâtre ce soir : La Tête des autres, de Marcel Aymé, escenografía de Raymond Rouleau, dirección de Georges Folgoas, Teatro Marigny

## Actor de voz

### Cine
George Aminel dio voz a lo largo de su carrera a una larga lista de actores cinematográficos: Yul Brynner, Orson Welles, Lee Marvin, Vittorio Gassman, Gert Fröbe, Alberto Sordi, James Coburn, James Earl Jones, Gregory Peck, Jason Robards, Scatman Crothers, James Edwards, Edmond O'Brien, Vincent Price, Marlon Brando, George Peppard, Walter Matthau, Charlton Heston, Jack Palance, Jay Silverheels, Michael Ansara, Peter Cushing, Pedro Armendáriz, Herbert Lom , Joel Fluellen, Amedeo Nazzari , Woody Strode, Raf Baldassare, James Robertson Justice, Sidney Poitier, Duncan Lamont, Holley Wong, Omar Sharif, Cab Calloway, Anthony Quinn, José Ferrer, George Kennedy , Donald Sutherland, Burt Lancaster, Gene Hackman, Yaphet Kotto, Dean Martin, George Zucco, Eugene Iglesias, Bernie Gozier, Ethan Laidlaw, Jack Elam, Pat Hogan, Anthony Caruso, Larry Pennell, Earl Cameron, Robert Bice, James Griffith, Jersey Joe Walcott, Dan Jackson, Aribert Grimmer, Juano Hernández, Douglas Kennedy, Randolph Scott, Harry Belafonte, Carl Milletaire, Gunner Sjöberg, Edric Connor, Andrew Duggan, Sam McDaniel, Bert Convy, Maxwell Shaw, H. M. Wynant, Douglas Spencer, John Kitzmiller, Franco Fantasia, Rolf Weih, Massimo Girotti, George Wang, Robert Alda, Livio Lorenzon, Alex Nicol, Dean Jackson, Richard Boone, Leonardo Severini, Van Aikens, Reg Park, Dante Di Paolo, Luis Prendès, Pierre Cressoy, Leo Anchoriz, John Gregson, Carlo Latimer, Alfio Caltabiano, I. S. Johar, Ivo Garrani, Romano Ghini, Mario Petri, Frank Wolff, Michel Lemoine, Umbopa M'Beti, Raf Baldassare, Brock Peters, Brad Harris, Robert Preston, Howard Duff, Giancarlo Sbragia, Brian Aherne, Eiji Okada, Robert Loggia, Tony Kendall, Herschel Bernardi, Paul Klinger, Jorge Mistral, Emilio Fernández, C. G. Kim, Adolfo Celi, Akom Mokranond, Alejandro Barrera, Mimmo Palmara, Tetsurō Tamba, Roberto Camardiel, Petar Martinovitch, Folco Lulli, Cameron Mitchell, Paul Newman, Joe Saïd, Guy Stockwell, Kieron Moore, Zekial Marko, Charles Bronson, Ray Danton, Jack Hawkins, Nigel Green, Christopher Lee, Ossie Davis, Ken Renard, Oliver Reed, José Jaspe, Paolo Bendandi, Cesar Romero, Roger C. Carmel, Reinhard Kolldehoff, Richard Harris, Donald Houston, Peter O'Toole, Henry Fonda, Raymond St. Jacques, William Marshall, Gig Young, Jim Brown, Harry Andrews, Hugo Stiglitz, Louis Gossett Jr., Vittorio Caprioli, Burt Reynolds, Kenneth Mars, Al Lettieri, Tom Baker, Ron Ely, Norman Rose, William Dennis Hunt, Robert Mitchum, Anthony Steel, Ernest Borgnine, Leo McKern, Tino Carraro, Earl Cameron, Rip Torn, Elliott Gould, Brian Keith, Hung Wei, Warren Oates, Kabir Bedi, Tsutomu Yamakazi, Alec Guinness, Melvyn Douglas, Frank Sinatra, Anton Diffring, Nicol Williamson, Patrick Magee, John Gielgud, David Warner, Ronny Cox, James Mason, J.A. Preston, Jack Starrett, Richard Lynch, Ralph Richardson, Keye Luke, Adolph Caesar, Max von Sydow, George Gaynes, Julius J. Carry, Stanley Jones y Volker Prechtel

#### Películas de animación
- 1955 : La Création du monde
- 1971 : Les Joyeux Pirates de l'île au trésor
- 1978 : La Honte de la jungle
- 1980 : Le Chaînon manquant
- 1983 : La Navidad de Mickey
- 1987 : Le Big Bang

### Televisión
Aminel también fue actor de voz en diferentes producciones televisivas, doblando a los siguientes actores : Ned Romero, James Earl Jones, Frank Finlay, José Ferrer, Anthony Hopkins, John War Eagle, Fred Roote, John Cliff, Michael Ansara, Cesar Romero, Rolf Arndt, Yul Brynner, Louis Gossett Jr., Peter Ustinov, Ying Ruo Cheng y Orson Welles.

### Discos
- Oumpah-Pah, le peau-rouge et Oumpah-Pah sur le sentier de la guerre
- Sindbad le marin
- Ali-Baba et les 40 voleurs